# Osimo-Castelfidardo
Osimo-Castelfidardo (wł. Stazione di Osimo-Castelfidardo) – stacja kolejowa w Osimo, w prowincji Ankona, w regionie Marche, we Włoszech. Znajduje się na linii Adriatica (Ankona – Lecce). Obsługuje również gminę Castelfidardo.
Według klasyfikacji RFI ma kategorię brązową.

## Linie kolejowe
- Adriatica